# 鋼之鍊金術師 FULLMETAL ALCHEMIST
《鋼之鍊金術師 FULLMETAL ALCHEMIST》（日语：鋼の錬金術師 FULLMETAL ALCHEMIST）是日本漫畫《鋼之鍊金術師》二度動畫化之作品，和前作動畫《鋼之鍊金術師》一樣由BONES製作，於2009年4月5日起播出。原預定在2010年6月與原作漫畫一起完結，但後來變更延至7月4日，全64話。

## 概要
曾於2003年一度改編為動畫的《鋼之鍊金術師》，在日本第20卷出版之際，也向外公布動畫版的新作將在2009年上半年發表，並表明新系列採原作漫畫劇情。其後有關方面在2009年2月10日，宣布新作《鋼之鍊金術師 FULLMETAL ALCHEMIST》於4月5日下午5時開始播放。
本作劇情著重於愛力克兄弟的親情，在軍事國家展開的各種謀略、眾多配角的行為與心情，做細膩的描述。並針對受世界經濟衰退及動畫違法下載氾濫影響的海外市場，ANIPLEX與各國代理商合作，尾隨日本播出後一週內，於各國電視台、網路電視播出。
在2009年紐約動畫節（New York Anime Festival）座談情報指出，預定播放5季、全63話，後由監督入江泰浩證實。然而《月刊少年GANGAN》2010年7月號（6月11日發售）正式公佈最終回於7月4日播出，即改為全64話。
2010年7月4日，在最終回結尾宣佈製作劇場版的消息。同年11月14日，官網公佈劇場版名稱為《鋼之鍊金術師 嘆息之丘的聖星》（鋼の錬金術師 嘆きの丘の聖なる星），曾任《Code Geass 反叛的魯路修》副導演的村田和也也參與製作。已於2011年7月2日在日本上映。

## 故事簡介
一對兄弟因為思念已故母親，觸犯了鍊金術的最高禁忌「人體鍊成」而失去一切。裝上機械鎧、有「鋼之鍊金術師」之稱號的哥哥愛德華·愛力克，以及靈魂被固定於鎧甲的弟弟阿爾馮斯──他們為了取回失去的東西，踏上尋找賢者之石的旅程。隨著接近賢者之石的真相、在巨大的陰謀中勇往直前。暗地活躍的非人類、徐徐露出本質的軍事國家亞美斯多利斯、受虐民眾的無比憎恨與復仇怨念、鍊金術帶來的種種悲劇……散於各點的悲劇，終將連成線，人民、甚至國家都會被捲入其中。
即使處於絕望和希望的狹縫之中，愛力克兄弟仍繼續前進……

## 製作人員
- 原作：荒川弘（史克威爾艾尼克斯「月刊少年GANGAN」連載）
- 監督：入江泰浩
- 企畫：竹田青滋（每日放送）、植田益朗→勝股英夫（ANIPLEX）、田口浩司（史克威爾艾尼克斯）、南雅彥（BONES）
- 系列構成：大野木寬
- 角色設計：菅野宏紀
- 美術設計：金平和茂
- 美術監督：佐藤豪志
- 攝影監督：古本真由子
- 背景：草薙
- 色彩設計：中尾總子
- 鍊成陣設計：荒牧伸志
- 音樂：千住明
- 音響監督：三間雅文
- 音樂製作：ANIPLEX
- 音樂協力：索尼音樂娛樂
- 文藝：津村米紀
- 設定制作：飯塚倫子
- 制作事務：高繪理子
- 動畫製作：BONES
- 監製：丸山博雄（每日放送）、米內則智（BONES）、大山良（ANIPLEX）、倉重宣之（史克威爾艾尼克斯）
- 監修：下村裕一（史克威爾艾尼克斯）
- 製作：鋼之鍊金術師製作委員會（ANIPLEX、史克威爾艾尼克斯、BONES）、每日放送

## 主題曲
片頭曲
- 「again」（第1話 - 第14話）

作詞、作曲：YUI／編曲：／歌：YUI
- 「Hologram」（第15話 - 第26話）

作詞、作曲：光村龍哉／編曲：龜田誠治 & NICO Touches the Walls／歌：NICO Touches the Walls
- 「Golden Time Lover」（第27話 - 第38話）

作詞、作曲、編曲：大橋卓彌、常田真太郎／歌：無限開關
- 「Period」（第39話 - 第50話）

作詞：川要／作曲：Jonas Myrin、Peter Kvint、江上浩太郎／編曲：板垣祐介／歌：
- 「Rain」（第51話 - 第60話、第62話；第52及61話的插曲）

作詞：MAO／作曲：YUYA／編曲：SID & 西平彰／歌：SID
註：第61、63及64話沒有片頭曲。
片尾曲
- 「謊言」（第1話 - 第14話）

作詞：MAO／作曲：YUYA／編曲：SID & 西平彰／歌：SID
- 「LET IT OUT」（第15話 - 第26話；第27話的插曲）

作詞：福原美穗／作曲：福原美穗、山口寬雄／編曲：安原兵衛／歌：福原美穗
- 「緊牽的手」（第27話 - 第38話）

作詞：AILA／作曲、編曲：黑光雄輝／歌：Lil'B
- （第39話 - 第50話；第45話有特別版）

作詞：、小林夏海／作曲：田鹿祐一／編曲：川口圭太／歌：
- 「RAY OF LIGHT」（第51話 - 第62話；第64話的插曲）

作詞：中川翔子／作曲：鈴木健太朗、木村篤史／編曲：島田昌典／歌：中川翔子
- 「Rain」 （第63話，同片頭曲）
- 「Hologram」 （第64話，同片頭曲）

插入曲
- 「LET IT OUT」 （第27話，同片尾曲）
- 「Sorrowful Stone」（第52話、第57話、第63話）

作曲、編曲：千住明／小提琴演奏：宮本笑里
- 「Crime and Punishment」（第54話）

作曲、編曲：千住明／小提琴演奏：宮本笑里
- 「Rain」 （第61話，同片頭曲）
- 「RAY OF LIGHT」 （第64話，同片尾曲）

遊戲主題曲
- 《鋼之錬金術師FULLMETAL ALCHEMIST：曉之王子》主題曲「ドラマ」（DORAMA）／ 歌：シド（SID）

### 角色歌曲
主題曲系列由搖滾樂隊・煉金(・THE ALCHEMISTS)的雅秀佐久間（佐久間正英）創作，角色（キャラクター）作為嘉賓歌手。
隨初回限定版附送。（初回限定盤にはジャケットイラストステッカーを封入。）
- 「Theme of Edward Elric by THE ALCHEMISTS」（2009年10月14日、SVWC-7651）

歌：愛德華·愛力克（朴璐美）
1. 夢の原石
2. 紅月
3. 夢の原石 instrumental
4. 紅月 instrumental

- 「Theme of Alphonse Elric by THE ALCHEMISTS」（2009年10月14日、SVWC-7652）

歌：阿爾馮斯·愛力克（釘宮理惠）and THE ALCHEMISTS
1. 風に抱かれて
2. Restore steppin'
  - 阿爾溤斯（釘宮理恵）& 愛德華（聲優 - 朴璐美）

3. 風に抱かれて instrumental
4. Restore steppin' instrumental

- 「Theme of Ling Yao by THE ALCHEMISTS」（2009年12月9日、SVWC-7663）

歌：姚麟（宮野真守）
1. ナンバー王
2. 光の射す場所
3. ナンバー王 instrumental
4. 光の射す場所 instrumental

- 「Theme of Lan Fan by THE ALCHEMISTS」2009年12月9日、SVWC-7664）

歌：蘭芳（水樹奈奈）
1. 空風
2. そっと、そっと
3. 空風 instrumental
4. そっと、そっと instrumental

- 「Theme of Fullmetal Alchemist by THE ALCHEMISTS」（2010年5月26日、SVWC-7688）

（角色歌合輯＋4首新曲）
歌：愛德華·愛力克（朴璐美）、阿爾溤斯·愛力克（釘宮理恵）

羅伊·馬斯坦古（三木真一郎）、莉莎·霍克愛（折笠富美子）、溫莉·洛克貝爾（高本惠）
1. 夢の原石
  - 愛德華·愛力克（ 朴璐美）

2. 紅月
  - 愛德華·愛力克（ 朴璐美）

3. 風に抱かれて
  - 阿爾溤斯·愛力克（ 釘宮理恵）

4. ナンバー王
  - 姚麟 （宮野真守）

5. 空風
  - 蘭芳（水樹奈奈）

6. Bonne nuit
  - 莉莎·霍克愛（折笠富美子）

7. 命〜MEI〜
  - 羅伊·馬斯坦古（三木眞一郎）

8. Restore steppin'
  - 阿爾溤斯·愛力克（釘宮理恵）

9. 光の射す場所
  - 姚麟（宮野真守）

10. そっと、そっと
  - 蘭芳（水樹奈奈）

11. 空を仰げば
  - 溫莉·洛克貝爾（高本惠）

12. Determination
  - 愛德華·愛力克（朴璐美）

### 主題曲專輯
- 鋼之錬金術師 FULLMETAL ALCHEMIST FINAL BEST

（日壓　2010年7月28日、SVWC-7700〜1）
- 鋼之鍊金術師 THE BEST

（日壓　2012年2月29日,台壓 預計2012年5月11日發行,88691973112）

## 各話列表
| 話數 | 日文標題 | 中文標題                                    | 中文標題                                            | 劇本     | 分鏡       | 演出                | 作畫監督                                          |
| 話數 | 日文標題 | 臺灣                                        | 香港                                                | 劇本     | 分鏡       | 演出                | 作畫監督                                          |
| ---- | -------- | ------------------------------------------- | --------------------------------------------------- | -------- | ---------- | ------------------- | ------------------------------------------------- |
| 1    |          | 鋼之鍊金術師                                | 鋼之鍊金術師                                        | 大野木寬 | 入江泰浩   | 池添隆博            | 永作友克                                          |
| 2    |          | 開始的日子                                  | 開始之日（TVB） 開始的日子（Viu）                   | 大野木寬 | 入江泰浩   | 三宅和男            | 小澤圓                                            |
| 3    |          | 邪教之街                                    | 邪教之城                                            | 大野木寬 | 大久保政雄 | 大久保政雄          | 野田康行                                          |
| 4    |          | 鍊金術師的煩惱                              | 鍊金術師的苦惱                                      | 土屋理敬 | 三條       | 佐藤清光            | 飯島弘也                                          |
| 5    |          | 悲傷的雨 哀傷之雨（配音版）                 | 哀傷之雨                                            | 土屋理敬 | 入江泰浩   | 池博史              | 塚本知代美                                        |
| 6    |          | 希望之路                                    | 希望之路                                            | 菅正太郎 | 田村耕太郎 | 矢吹勉              | 關口亮輔                                          |
| 7    |          | 被隱藏的真相                                | 隱藏的真相                                          | 大野木寬 | 迫井政行   | 園田雅裕            | 安藤正浩                                          |
| 8    |          | 第五研究所                                  | 第五研究所                                          | 大野木寬 | 入江泰浩   | 石田暢              | 大城勝                                            |
| 9    |          | 被創造的思念 假造的回憶（配音版）           | 創造的記憶（TVB） 被創造的思念（Viu）               | 大野木寬 | 大久保政雄 | 大久保政雄          | 野田康行                                          |
| 10   |          | 各自的未來 每個人所要邁向的目標（配音版）   | 各自的前途（TVB） 各自的未來（Viu）                 | 土屋理敬 | 寺東克己   | 三宅和男            | 石野聰                                            |
| 11   |          | 拉修巴雷的奇蹟                              | 拉修山谷的奇蹟                                      | 菅正太郎 | 石平信司   | 佐藤清光            | 飯島弘也 五月二一                                 |
| 12   |          | 一即是全，全即是一 一為全，全為一（配音版） | 一就是全，全就是一（TVB） 一即是全，全即是一（Viu） | 大野木寬 | 三澤伸     | 佐藤育郎            | 小澤圓                                            |
| 13   |          | 達普利斯的野獸們                            | 達布里斯的野獸們（TVB） 達布利斯的野獸們（Viu）     | 菅正太郎 | 福田道生   | 小山田桂子          | 古俁太一                                          |
| 14   |          | 潛伏於地底的人們 潛藏在地下的人們（配音版） | 潛伏在地下的人們                                    | 大野木寬 | 石平信司   | 池博史              | 塚本知代美                                        |
| 15   |          | 東方的使者 來自東方的使者（配音版）         | 東方的使者                                          | 津村米紀 | 大久保政雄 | 荻原露光            | 野田康行                                          |
| 16   |          | 戰友的足跡                                  | 戰友的足跡                                          | 菅正太郎 | 矢吹勉     | 矢吹勉              | 關口亮輔                                          |
| 17   | [ 註 4 ] | 冷徹的火焰 冷酷的火焰（配音版）             | 冷靜透徹的火焰（TVB） 無情的火焰（Viu）             | 大野木寬 | 石平信司   | 園田雅裕            | 安藤正浩                                          |
| 18   |          | 小小人類的傲慢手掌                          | 渺小人類的傲慢掌心（TVB） 小小人類的傲慢手掌（Viu） | 土屋理敬 | 大原實     | 小山田桂子 友永和秀 | 古俁太一                                          |
| 19   |          | 不死者之死                                  | 不可能死的人之死（TVB） 不死身之死（Viu）           | 大野木寬 | 石平信司   | 宮原秀二            | 大城勝                                            |
| 20   |          | 墳前的父親 墓前的父親（配音版）             | 墓前的父親                                          | 津村米紀 | 寺東克己   | 佐藤育郎            | 川上哲也                                          |
| 21   |          | 愚者的前進                                  | 愚者的前進                                          | 土屋理敬 | 福田道生   | 佐藤清光            | 飯島弘也                                          |
| 22   |          | 遙遠的背影                                  | 遙遠的背影                                          | 菅正太郎 | 石平信司   | 矢吹勉              | 大貫健一                                          |
| 23   |          | 戰場的少女                                  | 戰場的少女                                          | 土屋理敬 | 三澤伸     | 田中孝行            | 田中祐介                                          |
| 24   |          | 肚子裡                                      | 腹之中（TVB） 肚子裡（Viu）                         | 水上清資 | 矢野雄一郎 | 小山田桂子          | 古俁太一                                          |
| 25   |          | 黑暗之門                                    | 黑暗之門                                            | 津村米紀 | 大橋譽志光 | 池博史              | 竹知仁美 塚本知代美                               |
| 26   |          | 重逢                                        | 再會（TVB） 重逢（Viu）                             | 土屋理敬 | 池添隆博   | 池添隆博            | 永作友克                                          |
| 27   |          | 隙縫的饗宴                                  | 夾縫的宴會（TVB） 隙縫的饗宴（Viu）                 | 津村米紀 | 大橋譽志光 | 矢吹勉              | 關口亮輔                                          |
| 28   |          | 父親大人                                    | 父親大人                                            | 菅正太郎 | 寺岡巖     | 石田暢              | 大城勝                                            |
| 29   |          | 愚者的掙扎                                  | 愚者的掙扎                                          | 水上清資 | 大原實     | 筑紫大介            | 橋本和紀 小林祐                                   |
| 30   |          | 伊修瓦爾殲滅戰                              | 伊修巴爾殲滅戰                                      | 大野木寬 | 石平信司   | 佐藤育郎            | 川上哲也                                          |
| 31   |          | 520先士的約定                               | 520分的約定（TVB） 520先士的約定（Viu）             | 土屋理敬 | 佐藤清光   | 佐藤清光            | 飯島弘也                                          |
| 32   |          | 大總統的兒子                                | 大總統的兒子                                        | 大野木寬 | 三條       | 矢吹勉              | 大貫健一                                          |
| 33   |          | 布里克斯的北壁                              | 布里古茲的北壁                                      | 菅正太郎 | 石平信司   | 池博史              | 關口亮輔                                          |
| 34   |          | 冰雪女王                                    | 冰之女王                                            | 菅正太郎 | 富澤信雄   | 小山田桂子          | 瀧口禎一 古俁太一                                 |
| 35   |          | 這個國家的型態                              | 這國家的形態（TVB） 這個國家的形態（Viu）           | 水上清資 | 大橋譽志光 | 池添隆博            | 永作友克                                          |
| 36   |          | 家人的肖像                                  | 家族的肖像（TVB） 家人的肖像（Viu）                 | 土屋理敬 | 大原實     | 佐藤育郎            | 塚本知代美 原田峰文                               |
| 37   |          | 最早的人造人                                | 始祖人造人                                          | 土屋理敬 | 寺岡巖     | 上田繁              | 鈴木勘太                                          |
| 38   |          | 巴茲庫爾的激鬥                              | 巴茲庫爾的激鬥（TVB） 巴茲庫爾的激戰（Viu）         | 津村米紀 | 石平信司   | 石田暢              | 大城勝                                            |
| 39   |          | 白日夢                                      | 白日的夢（TVB） 白晝之夢（Viu）                     | 水上清資 | 矢吹勉     | 內田信吾            | 智司                                              |
| 40   |          | 燒瓶裡的小人                                | 瓶中的小人（TVB） 燒瓶中的小人（Viu）               | 大野木寬 | 大橋譽志光 | 宮原秀二            | 川上哲也                                          |
| 41   |          | 奈落                                        | 深淵（TVB） 地獄（Viu）                             | 土屋理敬 | 十文字糾   | 池博史              | 大貫健一                                          |
| 42   |          | 反擊的預兆                                  | 反擊的預兆（TVB） 反擊的先兆（Viu）                 | 菅正太郎 | 大原實     | 佐藤清光            | 飯島弘也                                          |
| 43   |          | 螞蟻的反擊                                  | 螞蟻咬的一口（TVB） 螻蟻的反噬（Viu）               | 津村米紀 | 寺岡巖     | 池添隆博            | 永作友克                                          |
| 44   |          | 完完全全的恢復                              | 完全恢復（TVB） 全力以赴（Viu）                     | 水上清資 | 富澤信雄   | 小山田桂子          | 瀧口禎一 野口寬明                                 |
| 45   |          | 約定之日                                    | 約定之日                                            | 土屋理敬 | 大橋譽志光 | 佐藤育郎            | 柴田淳 關口亮輔                                   |
| 46   |          | 逼近的影子                                  | 逼近的影子（TVB） 迫近之影（Viu）                   | 大野木寬 | 矢吹勉     | 矢吹勉              | 塚本知代美 佐古宗一郎                             |
| 47   |          | 黑暗使者                                    | 黑暗使者（TVB） 暗之使者（Viu）                     | 水上清資 | 大原實     | 上田繁              | 鈴木勘太                                          |
| 48   |          | 地下道的誓言                                | 地下隧道之誓約（TVB） 地下道的誓言（Viu）           | 菅正太郎 | 寺岡巖     | 清水久敏            | 川上哲也                                          |
| 49   |          | 親子之情                                    | 父子情                                              | 津村米紀 | 大橋譽志光 | 石田暢              | 大城勝                                            |
| 50   |          | 中央動亂                                    | 中央動亂                                            | 土屋理敬 | 富澤信雄   | 小山田桂子          | 瀧口禎一 野口寬明                                 |
| 51   |          | 不死軍團                                    | 不死的軍團                                          | 水上清資 | 三條       | 佐藤清光            | 飯島弘也                                          |
| 52   |          | 大家的力量                                  | 眾人之力                                            | 土屋理敬 | 安堵真裕   | 宮原秀二            | 大貫健一 石野聰                                   |
| 53   |          | 復仇之焰                                    | 復仇的火焰                                          | 大野木寬 | 大原實     | 池添隆博            | 永作友克                                          |
| 54   |          | 烈火的前方                                  | 烈火的前方                                          | 菅正太郎 | 大橋譽志光 | 佐藤育郎            | 菅野宏紀 關口亮輔                                 |
| 55   |          | 大人們的生存姿態                            | 大人的生存方式                                      | 大野木寬 | 富澤信雄   | 池博史              | 瀧口禎一 白井裕美子                               |
| 56   |          | 大總統歸來                                  | 大總統回歸                                          | 大野木寬 | 寺岡巖     | 石田暢              | 大城勝 塚本知代美                                 |
| 57   |          | 永遠的休憩                                  | 永遠的休假                                          | 水上清資 | 三條       | 末田宣史            | 堀川耕一 青野厚                                   |
| 58   |          | 人肉柱子                                    | 人柱                                                | 大野木寬 | 寺岡巖     | 佐藤清光            | 吉岡毅 齋藤垣德                                   |
| 59   |          | 失去的光芒                                  | 失去的光明                                          | 大野木寬 | 安藤真裕   | 清水久敏            | 川上哲也                                          |
| 60   |          | 天之眼，地之門                              | 天之眼，地之門                                      | 大野木寬 | 寺岡巖     | 宮原秀二            | 石野聰 永作友克 菅野宏紀                          |
| 61   |          | 吞噬神者                                    | 吞噬神的人                                          | 大野木寬 | 寺岡巖     | 石田暢              | 大城勝 塚本知代美                                 |
| 62   |          | 淒絕的反擊                                  | 壯絕的反擊                                          | 大野木寬 | 池添隆博   | 池添隆博            | 永作友克 柴田淳                                   |
| 63   |          | 門的另一端                                  | 門的對面                                            | 大野木寬 | 入江泰浩   | 佐藤育郎            | 菅野宏紀 川上哲也 佐古宗一郎                      |
| 64   |          | 旅途的盡頭                                  | 旅途的盡頭                                          | 大野木寬 | 入江泰浩   | 入江泰浩            | 塚本知代美 堀川耕一 大城勝 柴田淳 石野聰 菅野宏紀 |

## 播放情況

### 日本
《鋼の錬金術師 FULLMETAL ALCHEMIST》（簡稱或）於2009年4月5日開始在MBS/TBS系播出，Animax則從7月9日起播放，GyaO!、ShowTime也分別自4月10日、17日起網路播出。
| 播放電視台 | 播放日期                      | 播放時間（UTC+9）          | 備考     |
| ---------- | ----------------------------- | -------------------------- | -------- |
| MBS/TBS系  | 2009年4月5日 - 2010年7月4日   | 星期日 17時00分 - 17時30分 | 地面電視 |
| GyaO!      | 2009年4月10日 - 2010年7月8日  | 星期四 24時00分更新        | 網路電視 |
| ShowTime   | 2009年4月17日 - 2010年7月16日 | 星期五 18時00分更新        | 網路電視 |
| Animax     | 2009年7月9日 - 2010年10月7日  | 星期四 22時00分 - 22時30分 | 衛星電視 |

### 臺灣
《鋼之鍊金術師BROTHERHOOD》（簡稱「鋼鍊BH」）於2009年4月11日開始在Animax同週播出，AXN則自7月11日起分段播放，中華電信MOD亦從4月17日起開放點播；均設有日語原聲配音及中文字幕。並於2009年12月1日、2010年1月4日起分別在Animax、AXN以國語配音分段重播；Animax自2010年8月25日開始播出國語配音完整版。

### 香港
《鋼之鍊金術師FA》在2009年4月22日開始於TVB系J2放映，並於4月26日起在翡翠台重播，并在2011年9月25日起在高清翡翠台播出，其後再於2013年12月起在翡翠台以刪剪版本在日間重播，以及在2022年3月24日開始於J2重播（由於日間時段尺度問題播出時為翡翠台2013年重播版本）。設有粵語／日語原聲配音雙語廣播和中文字幕，以及每話播出前的預告片。TVB系保留了日本原版之過場畫面（Eyecatch）與片尾預告。

### 海外及網路播映
《FULLMETAL ALCHEMIST BROTHERHOOD》（簡稱「FMA Brotherhood」或「FMA-B」）利用海外頻道和網路擴大同週播出，播放平臺大致如下：
| 播放平臺                     | 首播日期      | 地區 | 備考                                                             |
| ---------------------------- | ------------- | --- | ---------------------------------------------------------------- |
| Madman.com.au                | 2009年4月8日  | 澳洲、紐西蘭 | - 以實際播出時間為準。                                           |
| FUNimation.com               | 2009年4月9日  | 北美 | - 以實際播出時間為準。                                           |
| Animax Asia                  | 2009年4月10日 | 新加坡、馬來西亞、菲律賓、印尼、印度                                                                                                  | - 以實際播出時間為準。                                           |
| Dailymotion.com              | 2009年4月11日 | 法國 | - 日方新聞稿「YouTube」。                                        |
| YouTube.com                  | 2009年5月23日 | 義大利、西班牙、葡萄牙、匈牙利、捷克、 斯洛伐克、保加利亞、羅馬尼亞、前南斯拉夫 、希臘、瑞典、波蘭、芬蘭、丹麥、挪威、 俄羅斯、土耳其 | - 第7話起同週播出，第1至6話於 5月16日至21日期間，每天播出 一話。 |
| MTV                          | 2009年5月23日 | 義大利 | - 第7話起同週播出，第1至6話於 5月16日至21日期間，每天播出 一話。 |
| Animax CE （Central Europe） | 2009年5月23日 | 匈牙利、波蘭、捷克、斯洛伐克、羅馬尼亞                                                                                                | - 第7話起同週播出，第1至6話於 5月16日至21日期間，每天播出 一話。 |
| SIC Radical                  | 2009年5月23日 | 葡萄牙 | - 第7話起同週播出，第1至6話於 5月16日至21日期間，每天播出 一話。 |
| Adult Swim （卡通頻道）      | 2010年2月13日 | 美國 |                                                                  |

## 映像特典

### 電視未播放片段
DVD & Blu-ray第1、5、9、13卷內收錄的映像特典，附錄外傳作品動畫化。

#### 配音員
『盲目的鍊金術師』
- 傑杜：速水獎
- 女主人：寺瀨今日子
- 羅莎莉（ロザリー）：遠藤綾
- 麥斯納（マイスナー）：長嶝高士
- 主人：屋良有作

『單純的人們』
- 蕾貝卡·卡達莉納（レベッカ・カタリナ）：進藤尚美
- 小刀男（ナイフ男）：四宮豪
- 憲兵：古島清孝

『師父物語』／『師父初戀物語』
- 席魯巴·史坦納（シルバ・スタイナー）：茶風林
- 旁白：家弓家正

#### 特典列表
| 卷數 | 日文標題 | 中文標題       | 劇本     | 分鏡       | 演出     | 作畫監督 | 刊載出處                        | 販售日         |
| ---- | -------- | -------------- | -------- | ---------- | -------- | -------- | ------------------------------- | -------------- |
| 1    |          | 盲目的鍊金術師 | 大野木寬 |            | 安川勝   | 堀川耕一 | 鋼之鍊金術師完全導讀手冊        | 2009年8月26日  |
| 5    |          | 單純的人們     | 大野木寬 | 矢野雄一郎 | 外崎春雄 | 松島晃   | 鋼之鍊金術師BOOK IN FIGURE RED  | 2009年12月23日 |
| 9    |          | 師父物語       | 大野木寬 | 富澤信雄   | 池博史   | 藤澤俊幸 | 鋼之鍊金術師完全導讀手冊 2      | 2010年4月21日  |
| 9    |          | 師父初戀物語   | 大野木寬 | 富澤信雄   | 池博史   | 藤澤俊幸 | 鋼鍊研究所DX                    | 2010年4月21日  |
| 13   |          | 那也是他的戰場 | 大野木寬 | 大原實     | 佐藤育郎 | 松田剛吏 | 鋼之鍊金術師BOOK IN FIGURE BLUE | 2010年8月25日  |

### 鋼鍊4格劇場
DVD & Blu-ray每卷收錄的映像特典，原作為荒川弘所畫的4格漫畫，首次動畫化。

#### 製作人員
- 原作、分鏡：荒川弘
- 分鏡、演出、作畫、監督：森井健史郎
- 音樂：千住明
- 音響監督：三間雅文
- 製作人：黑須禮央
- 製作：鋼之鍊金術師製作委員會（ANIPLEX、史克威爾艾尼克斯、BONES）

#### 各話列表
| 卷數 | 話數 | 日文標題 | 中文標題              | 販售日         |
| ---- | ---- | -------- | --------------------- | -------------- |
| 1    | 1    |          | 鋼製鍊金術師          | 2009年8月26日  |
| 1    | 2    |          | 冰凍先生              | 2009年8月26日  |
| 1    | 3    |          | 國家鍊金術師考試      | 2009年8月26日  |
| 2    | 4    |          | 太超過了              | 2009年9月30日  |
| 2    | 5    |          | 被詛咒的家            | 2009年9月30日  |
| 2    | 6    |          | 自我介紹              | 2009年9月30日  |
| 2    | 7    |          | 完美的她              | 2009年9月30日  |
| 3    | 8    |          | 神啊！！              | 2009年10月28日 |
| 3    | 9    |          | 感覺不會贏            | 2009年10月28日 |
| 3    | 10   |          | 早說嘛                | 2009年10月28日 |
| 3    | 11   |          | 馬斯坦古這下糟了      | 2009年10月28日 |
| 4    | 12   |          | 這我就放心啦！！      | 2009年11月25日 |
| 4    | 13   |          | 天下沒有白吃的午餐    | 2009年11月25日 |
| 4    | 14   |          | 本能                  | 2009年11月25日 |
| 4    | 15   |          | 現地集合              | 2009年11月25日 |
| 5    | 16   |          | 特徵                  | 2009年12月23日 |
| 5    | 17   |          | 愛是盲目的            | 2009年12月23日 |
| 5    | 18   |          | 可燃垃圾              | 2009年12月23日 |
| 5    | 19   |          | 喜好                  | 2009年12月23日 |
| 6    | 20   |          | 亂蓬蓬                | 2010年1月27日  |
| 6    | 21   |          | 鐵道迷                | 2010年1月27日  |
| 6    | 22   |          | 好快！！！            | 2010年1月27日  |
| 6    | 23   |          | 印象中的父親          | 2010年1月27日  |
| 7    | 24   |          |                       | 2010年2月24日  |
| 7    | 25   |          | 引以為豪的父親        | 2010年2月24日  |
| 7    | 26   |          | 接收訊號              | 2010年2月24日  |
| 7    | 27   |          | 滿滿的                | 2010年2月24日  |
| 8    | 28   |          | 好孩子不要學喔！      | 2010年3月24日  |
| 8    | 29   |          | 胃口正好              | 2010年3月24日  |
| 8    | 30   |          | 美好的回憶            | 2010年3月24日  |
| 8    | 31   |          | 可燃垃圾              | 2010年3月24日  |
| 9    | 32   |          | 一個人也能辦得到嘛！  | 2010年4月21日  |
| 9    | 33   |          | 可怕的孩子…！！       | 2010年4月21日  |
| 9    | 34   |          | 快逃呀！！！          | 2010年4月21日  |
| 9    | 35   |          | 大人的應對            | 2010年4月21日  |
| 10   | 36   |          | 暖和的                | 2010年5月26日  |
| 10   | 37   |          | 金普利、後面後面—！！ | 2010年5月26日  |
| 10   | 38   |          | 屈辱！！              | 2010年5月26日  |
| 10   | 39   |          | 天氣哥哥              | 2010年5月26日  |
| 11   | 40   |          | 無法彌補！！          | 2010年6月23日  |
| 11   | 41   |          | 在廁所                | 2010年6月23日  |
| 11   | 42   |          | 開始認識              | 2010年6月23日  |
| 11   | 43   |          | 腳只是裝飾而已        | 2010年6月23日  |
| 12   | 44   |          | 死亡接吻              | 2010年7月21日  |
| 12   | 45   |          | 重逢之道              | 2010年7月21日  |
| 12   | 46   |          | 愉快的布拉德雷一家    | 2010年7月21日  |
| 12   | 47   |          | 對地球溫柔的恐怖攻擊  | 2010年7月21日  |
| 13   | 48   |          | 出現了！              | 2010年8月25日  |
| 13   | 49   |          | 如果做得到的話        | 2010年8月25日  |
| 13   | 50   |          | 停下來傑利姆          | 2010年8月25日  |
| 13   | 51   |          | 蕾貝卡小姐            | 2010年8月25日  |
| 14   | 52   |          | 給我出來！！          | 2010年9月22日  |
| 14   | 53   |          | 回來好麻煩            | 2010年9月22日  |
| 14   | 54   |          | 狙擊☆                 | 2010年9月22日  |
| 14   | 55   |          | 組合                  | 2010年9月22日  |
| 15   | 56   |          | 來我家吧              | 2010年10月27日 |
| 15   | 57   |          | 閃亮☆                 | 2010年10月27日 |
| 15   | 58   |          | 胡爺爺死了！！        | 2010年10月27日 |
| 15   | 59   |          | 帕卡尼亞死了！！      | 2010年10月27日 |
| 15   | 60   |          | 你的名字是            | 2010年10月27日 |
| 16   | 61   |          | 神的力量              | 2010年11月24日 |
| 16   | 62   |          | 在普萊德裡面的人      | 2010年11月24日 |
| 16   | 63   |          | 史上差勁作戰          | 2010年11月24日 |
| 16   | 64   |          | 老爹～！！            | 2010年11月24日 |
| 16   | 65   |          | 流行最前線            | 2010年11月24日 |

## 遊戲
由SQUARE ENIX及NAMCO BANDAI發行的遊戲。
- （Wii、SQUARE ENIX，中文：曉之王子）
- （Wii、SQUARE ENIX，中文：黃昏少女）
- （PSP、南夢宮萬代，中文：友情搭檔戰）
- （PSP、NAMCO BANDAI，中文：誓約之日）

## 相關書籍
導讀手冊
- TV ANIMATION 鋼の錬金術師　FULLMETAL ALCHEMIST OFFICIAL GUIDEBOOK

| 冊數 | 史克威爾艾尼克斯 | 史克威爾艾尼克斯       |
| 冊數 | 發售日期         | ISBN                   |
| ---- | ---------------- | ---------------------- |
| 1    | 2009年8月12日    | ISBN 978-4-7575-2638-9 |
| 2    | 2009年12月22日   | ISBN 978-4-7575-2740-9 |
| 3    | 2010年4月22日    | ISBN 978-4-7575-2841-3 |
| 4    | 2010年8月12日    | ISBN 978-4-7575-2952-6 |

電玩小說
- （著者：町田双路）

2010年4月22日發售、ISBN 978-4-7575-2866-6（史克威爾艾尼克斯）

## 名稱差異
本作海外版副標改為「BROTHERHOOD」，強調主題之一的「兄弟之絆」，並製成英文版與中文版標識；如依原有英文對照方式，易與前作「鋼之鍊金術師」海外名稱「FULLMETAL ALCHEMIST」產生混淆及扞格之處。但在日本國內發行的BD／DVD封面，同前作只標示英文名稱「FULLMETAL ALCHEMIST」。
| 海外版名稱                      | 地區         | 備考                                                                                                 |
| ------------------------------- | ------------ | --- |
| FULLMETAL ALCHEMIST BROTHERHOOD | 其他海外地區 | - 日方新聞稿的海外版譯名。 - 在臺灣的國語配音版只稱「鋼之鍊金術師」。 - 在香港發行的DVD收錄TVB版本。 |
| 鋼之鍊金術師BROTHERHOOD         | 台、港       | - 日方新聞稿的海外版譯名。 - 在臺灣的國語配音版只稱「鋼之鍊金術師」。 - 在香港發行的DVD收錄TVB版本。 |
| 鋼之鍊金術師FA                  | 香港         | - TVB起初預告為「鋼之鍊金術師2」，後來 直接譯自日方簡稱（鋼の錬金術師 FA）。 - Viu播放（非TVB版本）仍沿用。         |

此外，海外版對於播出標題取捨也有所不同；例如第6話劇情整合原作和兩個章節，台港循日方播出標題，其他海外地區大多則取。

## 外部連結
- 鋼之鍊金術師 FULLMETAL ALCHEMIST（每日放送） （页面存档备份，存于） （日語）
- 鋼鍊web研究所（SQUARE ENIX） （页面存档备份，存于） （日語）
- 東方司令部 諜報課 （页面存档备份，存于） （日語）
- 鋼之鍊金術師（FUNimation） （页面存档备份，存于） （英文）
- YouTube - FMA Brotherhood （页面存档备份，存于） （英文）
- FULLMETAL ALCHEMIST: Brotherhood（Dybex） （页面存档备份，存于） （法文）
- 鋼之鍊金術師FA - J2 - TVB 動畫鋼之鍊金術師FA預告（繁體中文）
- 鋼之鍊金術師BROTHERHOOD（Taiwan Animax） （繁體中文）
- 鋼之鍊金術師BROTHERHOOD（普威爾） （繁體中文）